# Zorotypus shannoni
Zorotypus shannoni — вид комах ряду зораптери (Zoraptera). Вид був описаний у 1938 році. Вид мешкає у дощових лісах Бразилії і Перу. Довжина тіла близько 1 мм. Покриви слабко пігментовані. Ротовий апарат гризучий. Вусики 9-сегментні. Дуже вологолюбні. Живуть в лісовій підстилці, гнилій деревині та під корою. Зустрічаються скупченнями від 15 до 120 особин, але без ознак соціальності. Живляться переважно гіфами та спорами грибів, а також мертвою органікою або хижаки (полюють на нематод, кліщів та інших дрібних безхребетних)